# 银星竹鼠
银星竹鼠（学名：Rhizomys pruinosus）为鼴形鼠科竹鼠属的动物。在中国大陆，分布于广西、广东、安徽、福建、云南等地，多见于竹林、高原地。该物种的模式产地在阿萨姆邦卡西山。

## 亚种
- 银星竹鼠拉氏亚种（学名：Rhizomys pruinosus latouchei），Thomas于1915年命名。在中国大陆，分布于广东、安徽、福建等地。该物种的模式产地在广东。[3]
- 银星竹鼠指名亚种（学名：Rhizomys pruinosus pruinosus），Blyth于1851年命名。在中国大陆，分布于广西、云南等地。该物种的模式产地在阿萨姆卡西山。[4]

## 保护
本种于2023年被收录入《有重要生态、科学、社会价值的陆生野生动物名录》。